# Тамара Тіпплер
Тамара Тіпплер (9 квітня 1991 , Rottenmannd, Штирія ) — австрійська гірськолижниця, учасниця зимових Олімпійських ігор 2018 року, призерка етапів Кубка світу. Спеціалізується на швидкісних дисциплінах.

## Кар'єра
Тамара Тіпплер стала на лижі в три роки. У вісім років розпочала займатися в лижному клубі SV Union Mautern. Закінчивши початкову школу, перейшла до основної лижної школи в Айзенерце. Згодом завершила навчання у професійній лижній школі, а від липня 2011 року вона спортсменка збройних сил Австрії.
У грудні 2006 року вона вперше взяла участь у міжнародних змаганнях. У Кубку світу дебютувала в сезоні 2011—2012, 2 грудня у Лейк-Луїзі на трасі швидкісного спуску. У березні 2012 року стала чемпіонкою Австрії зі швидкісного спуску. 24 лютого 2013 року набрала свої перші бали в залік Кубка світу, посівши 25-те місце в суперкомбінації в Мерібелі. 6 грудня 2015 року вперше у кар'єрі зійшла на п'єдестал пошани на етапі Кубка світу.
На Чемпіонаті світу дебютувала 2017 року в Санкт-Моріці, де посіла 20-те місце у супергіганті.
На зимових Олімпійських іграх 2018 у Пхьончхані змагалась у супергіганті й Фінішувала 21-ю.
На чемпіонаті світу 2019 року в Оре посіла 9-те місце у швидкісному спуску і 12-те в супергіганті. Цього ж сезону вона мала два п'єдестали в супергіганті на етапах Кубка світу.
9 січня 2021 року в австрійському Санкт-Антоні вперше в кар'єрі зійшла на п'єдестал пошани у швидкісному спуску, ставши другою після Софії Ґоджі.

## Результати в Кубку світу
Усі результати наведено за даними Міжнародної федерації лижного спорту.

### Підсумкові місця в Кубку світу за роками
| Сезон |                 |        |                    |             |                  |                         |    |
| Вік   | Загальний залік | Слалом | Гігантський слалом | Супергігант | Швидкісний спуск | Гірськолижна комбінація |    |
| 2013  | 21              | 111    | —                  | —           | —                | —                       | 36 |
| 2014  | 22              | 106    | —                  | —           | —                | 45                      | —  |
| 2015  | 23              | 97     | —                  | —           | 39               | —                       | —  |
| 2016  | 24              | 30     | —                  | —           | 7                | 27                      | —  |
| 2017  | 25              | 60     | —                  | —           | 45               | 19                      | —  |
| 2018  | 26              | 41     | —                  | —           | 16               | 30                      | —  |
| 2019  | 27              | 26     | —                  | —           | 6                | 17                      | —  |
| 2020  | 28              | 30     | —                  | —           | 18               | 21                      | —  |
| 2021  | 29              | 11     | —                  | —           | 4                | 7                       | —  |

### П'єдестали в окремих заїздах
- 8 п'єдесталів — (1 ШС, 7 СГ); 21 топ-десять

| Сезон |                 |                                 |                  |      |
| Дата  | Місце пров.     | Дисципліна                      | Місце            |      |
| 2016  | 6 грудня 2015   | Озеро Луїза (Канада)            | Супергігант      | 2-ге |
| 2016  | 27 лютого 2016  | Сольдеу (Андорра)               | Супергігант      | 3-тє |
| 2016  | 12 березня 2016 | Ленцергайде (Швейцарія)         | Супергігант      | 3-тє |
| 2019  | 20 січня 2019   | Кортіна-д'Ампеццо (Італія)      | Супергігант      | 3-тє |
| 2019  | 14 березня 2019 | Сольдеу (Андорра)               | Супергігант      | 2-ге |
| 2021  | 9 січня 2021    | Ст. Антон (Австрія)             | Швидкісний спуск | 2-ге |
| 2021  | 24 січня 2021   | Кранс-Монтана (Швейцарія)       | Супергігант      | 2-ге |
| 2021  | 1 лютого 2021   | Гарміш-Партеркірхен (Німеччина) | Супергігант      | 3-тє |

## Результати на чемпіонатах світу
Усі результати наведено за даними Міжнародної федерації лижного спорту.
| Рік  |        |                    |             |                  |                         |   |
| Вік  | Слалом | Гігантський слалом | Супергігант | Швидкісний спуск | Гірськолижна комбінація |   |
| 2019 | 27     | —                  | —           | 12               | 9                       | — |
| 2021 | 29     | —                  | —           | 7                | 7                       | — |

## Результати на Олімпійських іграх
Усі результати наведено за даними Міжнародної федерації лижного спорту.
| Рік  |        |                    |             |                  |                         |   |
| Вік  | Слалом | Гігантський слалом | Супергігант | Швидкісний спуск | Гірськолижна комбінація |   |
| 2018 | 26     | —                  | —           | 21               | —                       | — |